# Proszów (Rychtal)
Proszów (deutsch Proschau, 1939–1945 Prossen) ist eine Ortschaft mit einem Schulzenamt der Stadt-und-Land-Gemeinde Rychtal im Powiat Kępiński der Woiwodschaft Großpolen in Polen.

## Geschichte

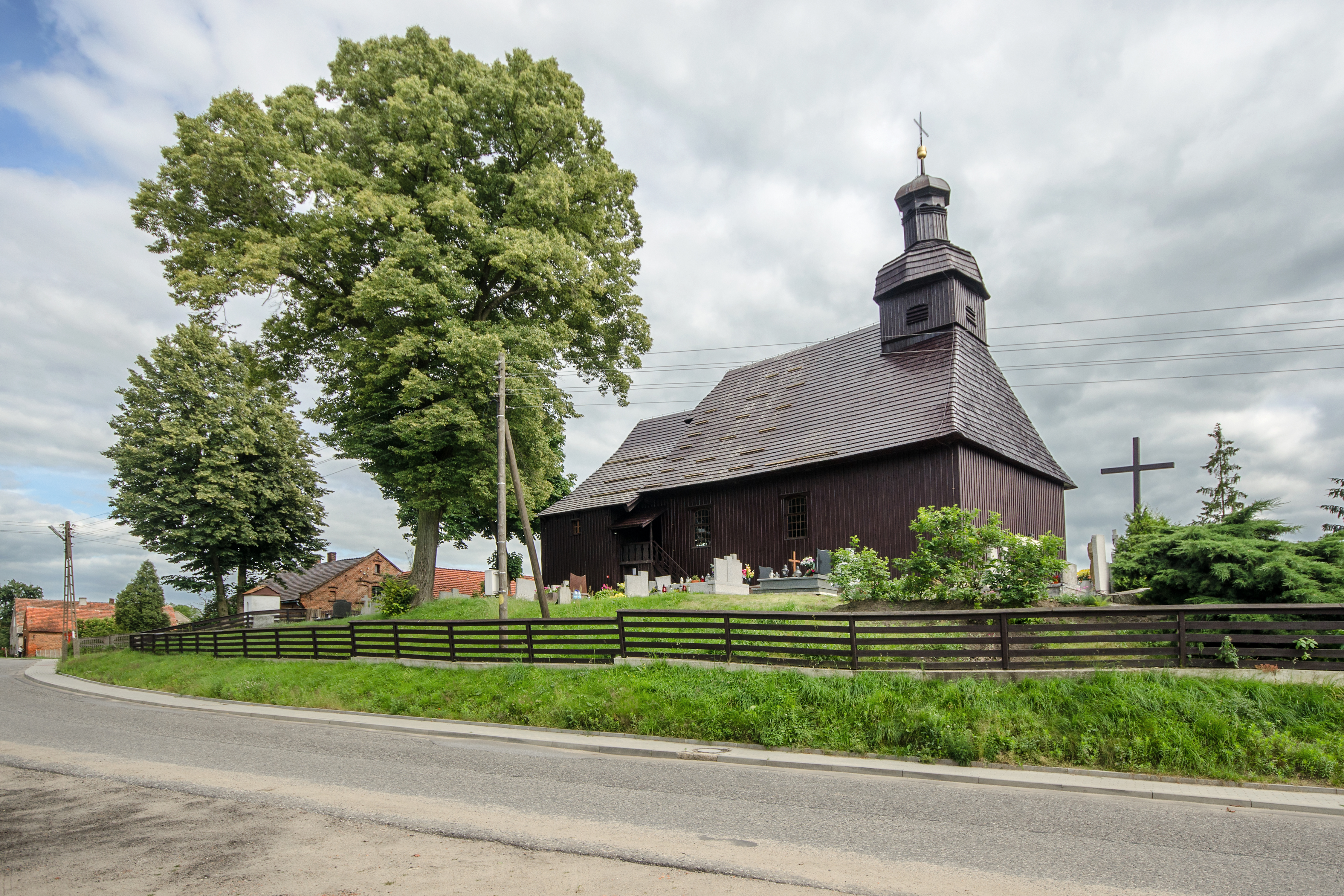
Römisch-katholische Holzkirche aus dem Jahr 1711

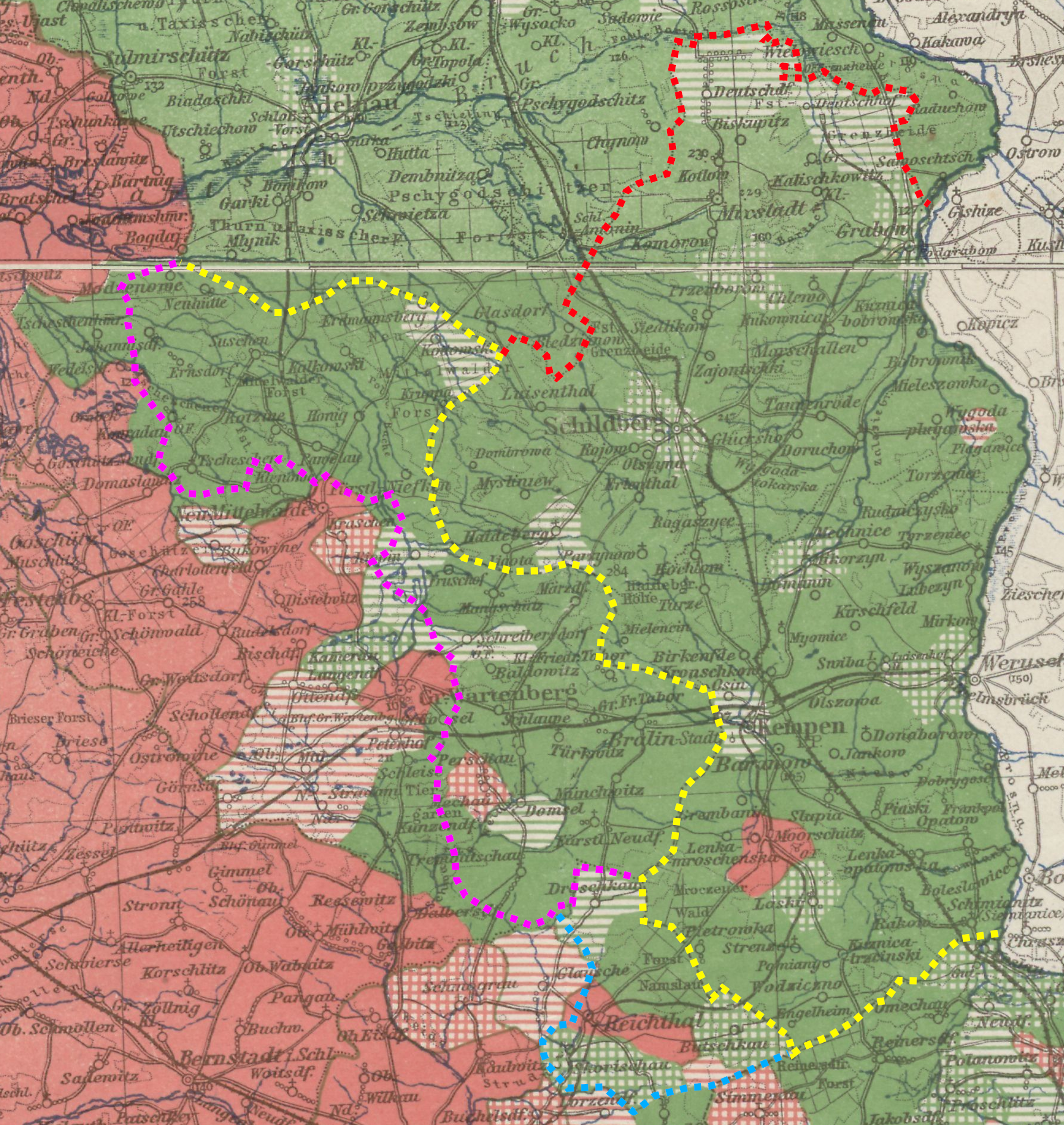
Sprachkarte aus dem Jahr 1910: Gelbe gestrichelte Linie: schlesisch-großpolnische Grenze, blaue gestrichelte Linie: Reichthaler Ländchen

Der Ort wurde im Jahr 1245 als Prosovo erstmals urkundlich erwähnt. Circa 1300 im Liber fundationis episcopatus Vratislaviensis (Zehntregister des Bistums Breslau) als Prossow benannt. Der Ortsname ist vom Personennamen Prosz mit dem besitzanzeigenden Suffix -ów (früher auch -ewo, 1251: Prosevo) abgeleitet.
Proschau gehörte von 1818 bis 1920 dem schlesischen Landkreis Namslau an. Mit dem überwiegend polnischsprachigen Reichthaler Ländchen wurde Proszów 1921 ohne Volksabstimmung vom Deutschen Reich an das wiedergegründete Polen abgetreten. Seitdem ist Proszów mit der Woiwodschaft Posen, bzw. Großpolen verbunden, zunächst im Powiat Kępiński.
Im Jahr 1921 gab es in der Gemeinde Proszów im Powiat Kępno 52 Häuser mit 349 Einwohnern, 322 hielten sich für deutscher und 27 für polnischer Nationalität, 343 waren römisch-katholisch, 6 evangelisch.
Beim Überfall auf Polen 1939 wurde das Gebiet von den Deutschen besetzt und dem Landkreis Kempen im Reichsgau Wartheland zugeordnet. Nach dem Krieg verließ die Mehrheit der Dorfbevölkerung den Ort.
Von 1975 bis 1998 gehörte Proszów zur Woiwodschaft Kalisz.